# بيتربورو يونايتد
نادي بيتربورو يونايتد لكرة القدم (بالإنجليزية: Peterborough United Football Club )‏ هو فريق كرة قدم من مدينة بيتربرة في إنجلترا، أُسس بتاريخ 1934، يلعب في الدوري الإنجليزي الدرجة الأولى، في London Road Stadium ‏، يدرب النادي غرانت مكان.

## وصلات خارجية
- صفحة بيانات نادي بيتربورو يونايتد على موقع كووورة، تاريخ الوصول: 22 سبتمبر 2018.
- الموقع الرسمي